# VM i orientering 1979
VM i orientering 1976 var 8. udgave af verdensmesterskabet i orientering, der blev afviklet 2.-4. september 1979 i Tammerfors i Finland. 

## Medaljetagere

### Herrer

#### Individuelt
1. Øyvin Thon, Norge 1.36.07
2. Egil Johansen, Norge 1.37.17
3. Tore Sagvolden, Norge 1.37.27

#### Stafet
1. Sverige (Rolf Pettersson, Kjell Lauri, Lars Lönnkvist, Björn Rosendahl) 4.12.12
2. Finland (Seppo Keskinarkaus, Hannu Kottonen, Risto Nuuros, Ari Anjala) 4.27.37
3. Tjekkoslovakiet (Petr Uher, Zdeněk Lenhart, Jiří Ticháček, Jaroslav Kačmarčík) 4.39.26

### Damer

#### Individuelt
1. Outi Borgenström, Finland 59.13
2. Liisa Veijalainen, Finland 59.47
3. Monica Andersson, Sverige 1.02.31

#### Stafet
1. Finland (Leena Silvennoinen, Leena Salmenkylä, Liisa Veijalainen) 3.00.13
2. Norge (Anne Berit Eid, Astrid Carlson, Brit Volden) 3.01.38
3. Sverige (Anna-Lena Axelsson, Karin Rabe, Monica Andersson) 3.02.26